# Cyathea grevilleana
Cyathea grevilleana är en ormbunkeart som beskrevs av Carl Friedrich Philipp von Martius. Cyathea grevilleana ingår i släktet Cyathea och familjen Cyatheaceae. Inga underarter finns listade.